# Kazimierz Gąsiorowski (plastyk)
Kazimierz Gąsiorowski (ur. 1928, zm. 2000) – malarz i projektant wystroju plastycznego wielu obiektów użyteczności publicznej.
Absolwent ASP w Warszawie w 1956. Autor monumentalnych kompozycji reliefowych (mozaik), stworzonych często z odpadów przemysłowych, zdobiących wnętrza i elewacje budynków.
Jego dzieła znajdują się w Warszawie, np.: w kawiarni przy Domu Meblowym Emilia, Bibliotece Narodowej, Centrum Zdrowia Dziecka, a także w kilku miastach, np.: w Oświęcimiu na dworcu i w Tarnowie w hotelu „Tarnovia”.